# 정종선
정종선(鄭鍾先, 1966년 3월 20일 ~ )은 대한민국의 전직 축구선수이자 전직 축구 감독이다. 2019년 8월 26일 대한축구협회로부터 영구 제명됐다.

## 선수 경력
1966년 3월 20일 경상남도 진주시에서 출생했다. 진주 봉래초등학교, 진주중학교, 영등포공업고등학교를 졸업했다. 연세대학교에 입학하여 1학년을 마친 뒤 1985년 포철 아톰즈에 입단해 프로 축구 선수에 데뷔했고 서울 용산구 이태원에도 카페를 차리며 유흥가 사장님으로 변신했다. 포항에서는 싹수가 노랗다며 자유계약선수로 풀었다. 1987년 1월 상무 입대를 했고 전역과 동시에 현대 호랑이에 입단했다. 1989년부터 1994년까지 6시즌 동안 현대 호랑이에서 137경기를 소화하면서 K리그와 리그컵에서 준우승을 1차례씩 경험했다. 이후 1995년부터 1997년까지 전북 다이노스에서 3시즌을 뛰었고 1998년 안양 LG 치타스에서 12경기만 뛰고 선수 생활을 마감했다.
국가대표 경력은 1993년부터 1994년까지 9경기를 뛰었고 그 가운데 1994년 FIFA 월드컵 국가대표로 발탁되어 활약하기도 했으나 1994년 월드컵 이후 갑자기 국가대표 은퇴를 선언했다.

## 지도자 경력
현역에서 물러난 후 2001년 언남고등학교 축구부의 코치로 부임했고 1년 후인 2002년 언남고등학교 축구부 감독으로 선임됐다. 각종 대회에서 팀을 여러 차례 우승으로 이끌었으며 개인 사정 때문에 중단한 학업(연세대)을 뒷날 재개하여 2008년 졸업했다.
한국고등학교축구연맹의 부회장을 거쳐 2016년 12월 29일 한국고등학교축구연맹의 새 회장으로 선임되었다.

### 논란
2019년 8월 9일 JTBC는 정종선 언남고등학교 감독이 학부모 성폭행 혐의와 각종 횡령혐의가 있다는 의혹을 보도하였다. 대한축구협회(KFA)는 2019년 8월 26일 정종선을 영구 제명했다. KFA는 2019년 8월 12일 정종선에게 한국고등학교축구연맹 직무 정지 처분을 내린 데 이어 26일 오후 2시 서울 축구회관에서 공정위원회를 열어 성폭력 관련 규정 위반을 이유로 들며 영구제명이라는 중징계 처분을 내린 것이다. 이로 인해 정종선은 축구 행정가, 지도자, 감독관, 에이전트 등 축구와 관련된 모든 활동이 모두 금지되었다. 정종선은 2019년 2월부터 경찰 조사를 받아 온 것으로 알려졌다. 2019년 9월 정종선은 축구협회의 상위 단체인 대한체육회 스포츠공정위원회에 재심을 신청했다. 2019년 11월 대한체육회 스포츠공정위원회는 재심 요청을 기각했다.
2020년 1월 17일 정종선은 두 번의 구속영장 청구 끝에 결국 구속되었다. 경찰은 2019년 9월 업무상 횡령, 부정 청탁 및 금품 등 수수의 금지에 관한 법률 위반, 강제추행 등 혐의로 정 전 회장에 대해 구속영장을 신청했지만, 법원은 “혐의가 충분히 소명되지 않았다”며 영장을 기각했었다.

## 참고 자료
- 정종선 K리그 기록 – 한국프로축구연맹